# Antonio Gentili

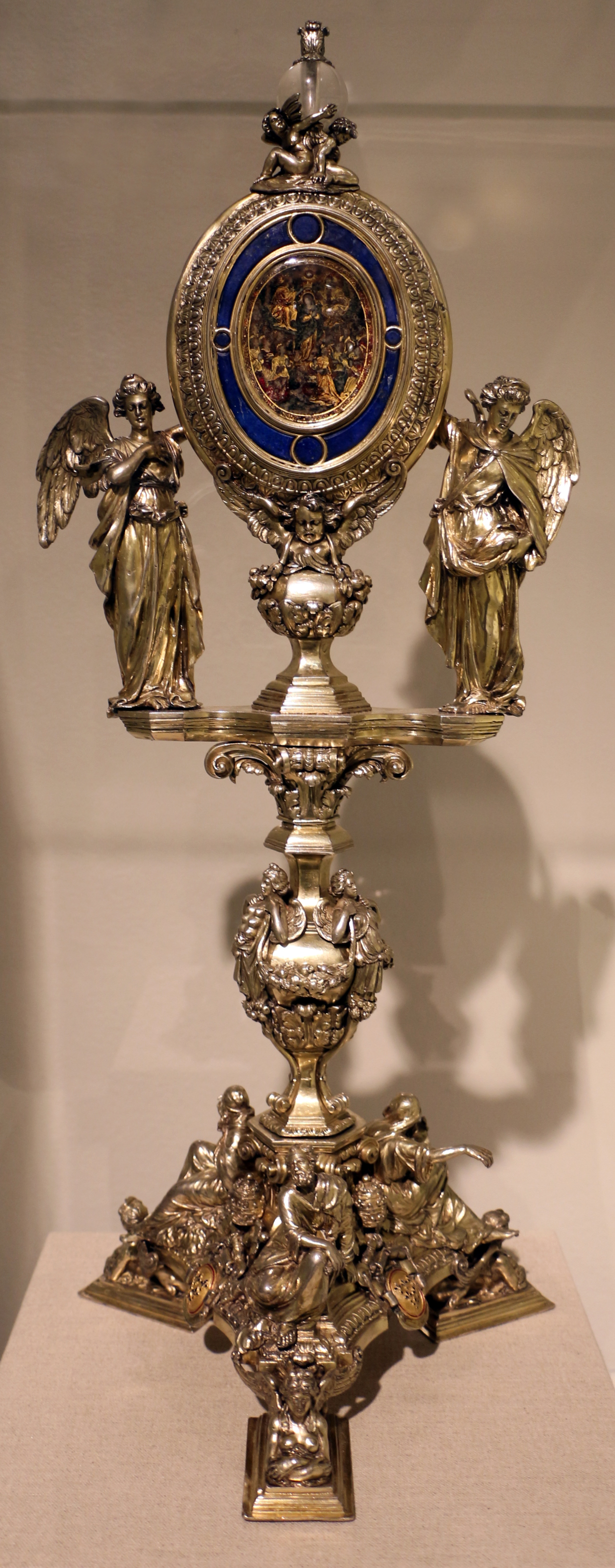
Reliquiario Farnese, in argento, lapislazuli, cristallo di rocca, smalti, circa 1550, Collezione dello Smart Museum of Art, Chicago

Antonio Gentili, oppure Antonio Gentile, detto Antonio da Faenza (Faenza, 1519 – Roma, 1609), è stato uno scultore e orafo italiano.

## Biografia
Si può annoverare tra i più importanti artisti orafi del Cinquecento.

Figlio dell'orafo Pietro e di Ginevra Armenini, nacque a Faenza nel 1519; nel giugno del 1561 si sposò con Costanza Guidi, dalla quale ebbe tre figli: Alessandro, Pietro e Ginevra.
Operò soprattutto a Roma.
Fu membro della Confraternita degli orefici, dove ricevette numerose cariche: nel 1563 fu eletto console e tra il 1569 e il 1570 divenne primo console, quindi camerlengo.
Il suo ruolo di artista, descritto in modo ineccepibile da Giovanni Baglione, viene degnamente rappresentato da una sola opera, la cui attribuzione è sicura: si tratta della croce con annessi candelabri, realizzata su commissione del cardinale Alessandro Farnese nel 1581, custodita in Vaticano nel tesoro della basilica di San Pietro.
L'opera era stata commissionata in un primo tempo all'orafo fiorentino Manno Sbarri, che però morì nel 1576 senza aver concluso il lavoro.  Il disegno preparatorio per l'apparato d'altare era stato realizzato intorno al 1548, da Francesco Salviati, e successivamente modificato dallo Sbarri per adeguarlo alla Controriforma.
Questa grande croce, alta 2,30 metri, viene considerata tra le più significative e mirabili del Cinquecento.
L'opera si caratterizzò per le composizioni di elementi architettonici equilibratamente sovrapposti, impreziositi dall'inserimento di vigorose figure plastiche.
In questo lavoro il fine scultoreo assunse un ruolo di primo piano rispetto a quello decorativo.
Le abilità tecniche che Gentili raggiunse con questa opera furono talmente eccellenti, tanto da essere paragonate a quelle del Cellini. Si distinse inoltre per una marcata originalità.
Tra le altre opere principali dell'artista, purtroppo oggi smarrite e irrintracciabili, delle quali si hanno notizie storiche, si possono annoverare una croce realizzata per la certosa di San Martino a Napoli, due reliquiari, uno per i Gesuiti e uno per la basilica di San Pietro, un pannello descrivente la Discesa dalla Croce, il bozzetto della fontana della piazza superiore di Ronciglione.
Tra le opere attribuite a Gentili si possono menzionare: una scultura bronzea raffigurante Venere e Adone, nella collezione Augusto Lederer di Vienna; tre posate d'argento del Metropolitan Museum di New York, con figure di satiri e di una ninfa; un busto in argento dorato, base per una testa di Augusto (1580) al Museo degli argenti di Palazzo Pitti.
Tra i suoi fondamentali collaboratori si ricordano Orazio Marchesi e Gabriele Gerardi.
Ricevette il titolo di saggiatore della zecca di Roma nel 1584, che assunse, dopo di lui, suo figlio Pietro.